# IC 2623
IC 2623 ist eine elliptische Galaxie vom Hubble-Typ E4 im Sternbild Becher  am Südsternhimmel. Sie ist schätzungsweise 162 Millionen Lichtjahre von der Milchstraße entfernt und hat einen Durchmesser von etwa 40.000 Lichtjahren.
Das Objekt wurde am 19. April 1900 von Herbert Alonzo Howe entdeckt.